# Guido Arze
Guido Pablo Arze Mantilla (La Paz, 26 de junio de 1943) es actor, escultor, músico, director de teatro, dramaturgo y fotógrafo. Realizó numerosas obras en Bolivia y Francia. Egresó del colegio militar y participó en la repatriación de los restos de Andrés de Santa Cruz. Estudió arquitectura en Bolivia y fundó el Teatro de la  Alianza Francesa, así como el grupo  Pequeño Teatro en 1992. Durante la dictadura de Hugo Banzer fue exiliado a Francia, donde organizó el grupo Yatiri de música autóctona (1974) y Aranwa de teatro (1977). Fue invitado como profesor de teatro y música por la Casa de la Cultura Luis Aragón de Lyon, Francia (1978-1990). 
Trabajó como profesor de teatro del conservatorio de arte ‘Bourgoin Jailleux’, en Francia (1985). Fue organizador de la cooperativa ‘Mallcus Aerófonos Andinos’ para la fabricación de instrumentos musicales (1990). Es fabricante de instrumentos de viento como zampoñas, quenas y pinquillos.Tras su regreso, Guido finalizaría su matrimonio y se dedicaría por completo a su profesión: el arte. 
Ha participado de cerca de cincuenta puestas en escena y realizado varias giras internacionales. Hacia 1998 presidió la Asociación Boliviana de Actores (ABDA). También trabajó como productor y conductor de programas de televisión. Participó en la película de Jorge Sanjinéz Para recibir el canto de los pájaros junto a Jorge Ortiz y Geraldine Chaplin.

## Biografía

### Primeros años
Guido Pablo Arze Mantilla nació en La Paz el 26 de junio de 1943, en calle Illimani, entre Loayza y Bueno. Fue bautizado en la iglesia de la Merced. Hijo de Justo Pastor Eduardo Arze Calderón y de María Teresa Mantilla de Arze. Tuvo un hermano mayor llamado Jesús de la Cruz (Crucho) Arze Mantilla, quien falleció a temprana edad, por lo que Guido nunca llegó a conocerlo.

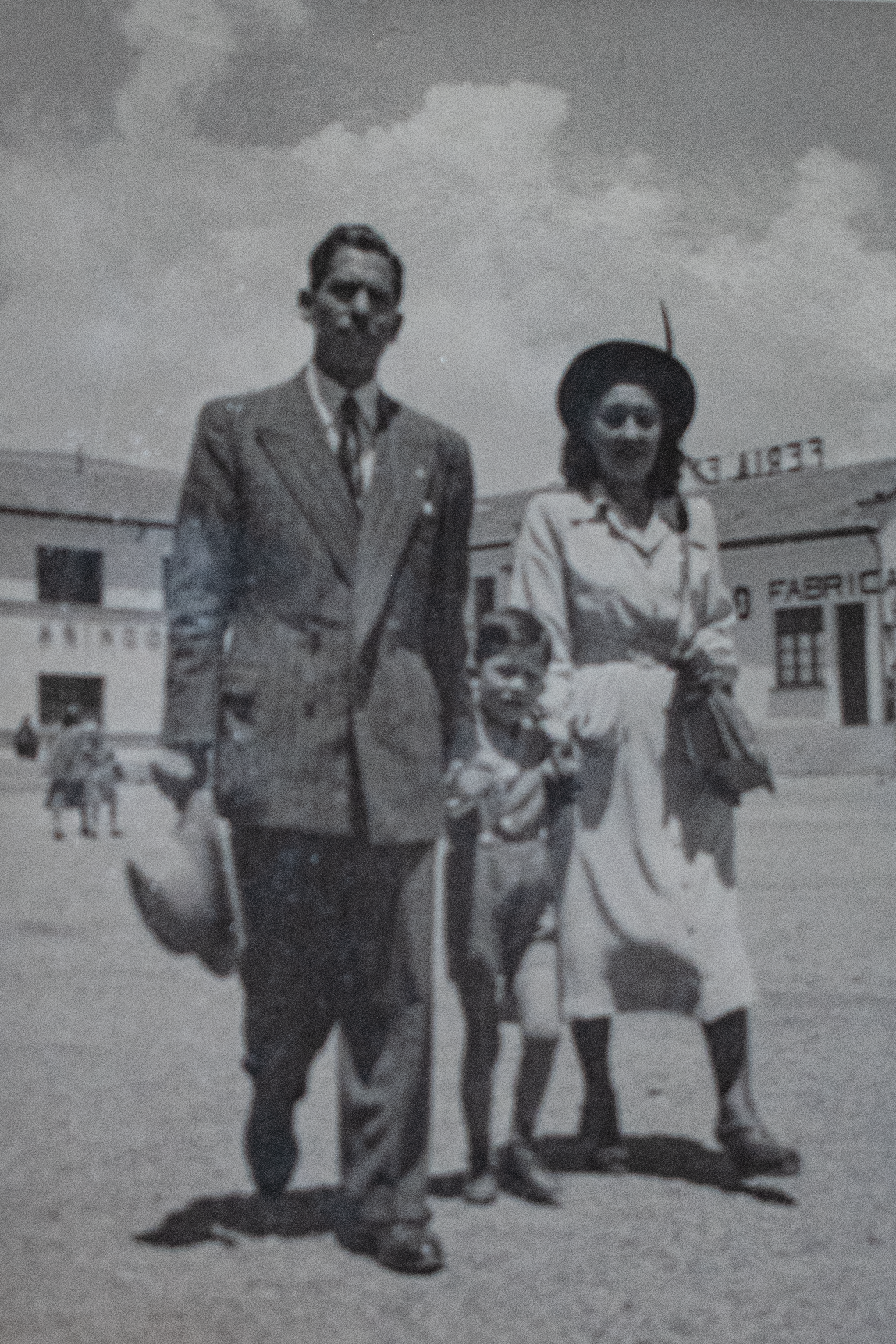
Un paseo Familiar. Justo Pastor Eduardo Arze Calderón y María Teresa Mantilla de Arze junto a Guido Pablo Arze Mantilla

Guido estudió en el colegio La Salle en La Paz, y posteriormente ingresó al colegio militar. A los 22 años, como el mejor cadete, fue uno de los encargados de repatriar los restos del Mariscal Andrés de Santa Cruz una experiencia significativa en su vida. Luego continuó sus estudios en la Universidad Mayor de San Andrés (UMSA), donde cursó la carrera de Arquitectura y fundó el Teatro de la Alianza Francesa, involucrándose en movimientos estudiantiles revolucionarios.

### Carrera militar

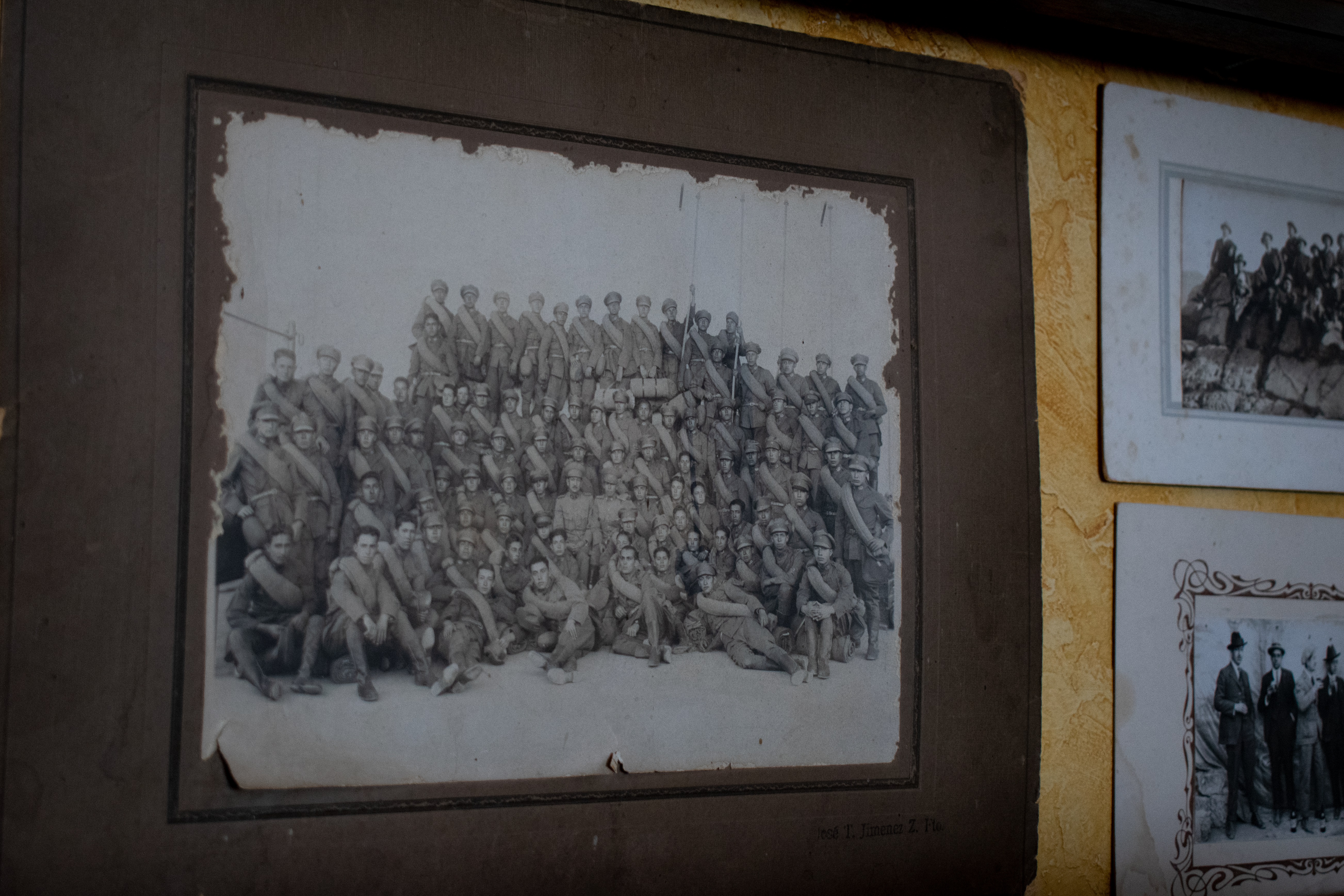
Guido y sus camaradas militares

Aunque Guido ingresó al colegio militar de Bolivia y egresó como Alférez de Fragata Naval (1960 - 1967), su carrera en el ejército fue breve. Cuenta anecdóticamente que le duró "solo cuatro horas", lo cual considera un récord. Durante su formación, participó en la repatriación de los restos del mariscal Andrés de Santa Cruz desde Francia en el año 1965, lo que lo llevó a un extenso viaje de vuelta a Bolivia a bordo del Jeanne d'Arc un crucero portahelicópteros francés.

### Inicios en el Teatro y la Música

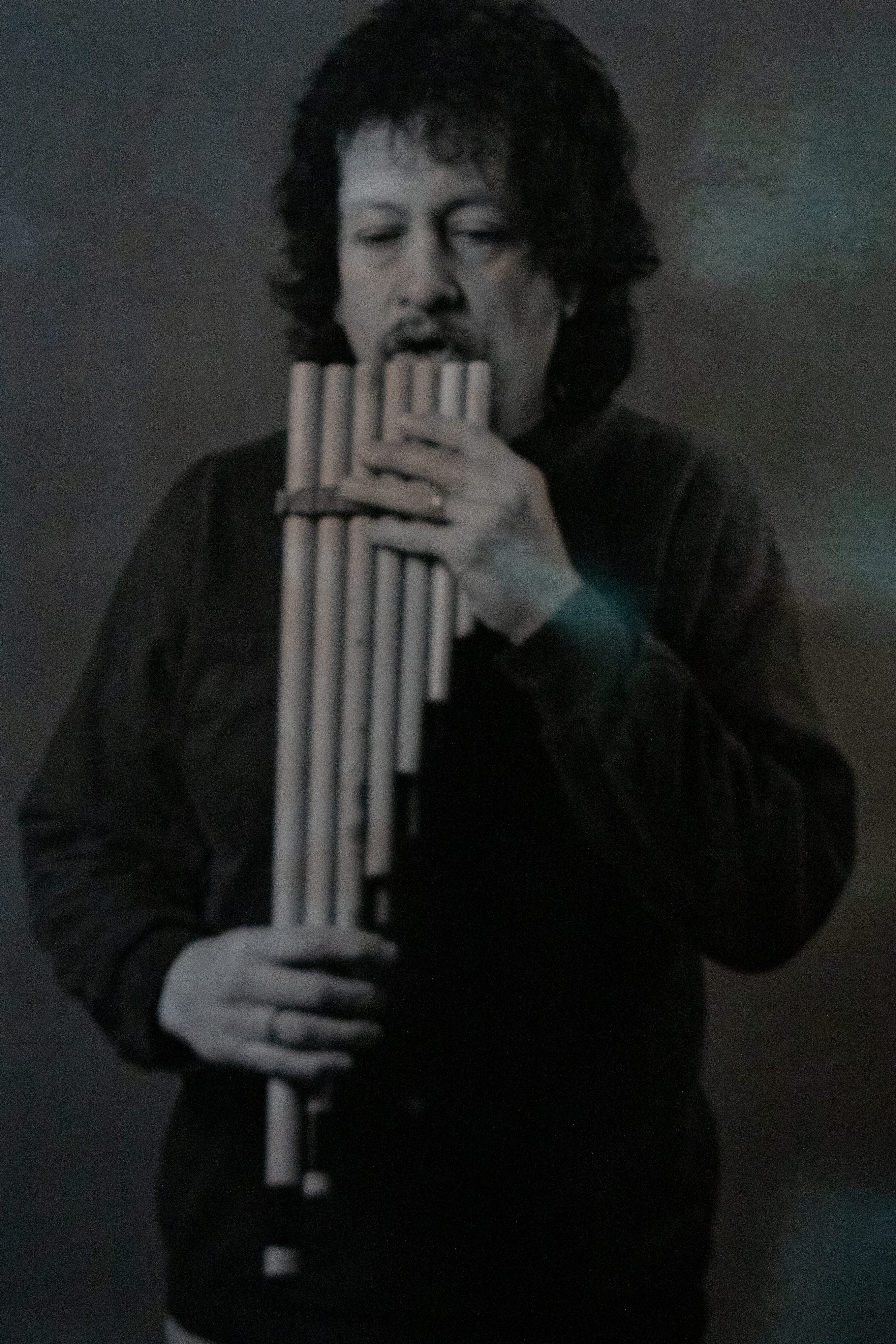
Guido tocando una zampoña

En 1967 abandona la carrera militar ingresa a la Universidad Mayor de San Andrés a estudiar la carrera de Arquitectura (1968 - 1971). Durante sus estudios se une al Teatro Experimental Universitario.
- Organizó el primer festival de jazz en Bolivia,
- Introdujo instrumentos de viento bolivianos en el jazz en el contexto del primer Festival de Jazz de Bolivia.

En ese mismo año, comenzó a fabricar instrumentos de manera artesanal, siendo reconocido por su habilidad en la fabricación de instrumentos tradicionales bolivianos.

## Exilio y vida en Francia
Guido Arze fue exiliado a Francia en 1973 como consecuencia de la represión política durante la dictadura de Hugo Banzer en Bolivia. En París, continuó su carrera artística y cultural, destacándose en el teatro y la música.
En 1974 fundó el grupo Yatiri, uno de los primeros conjuntos bolivianos de música autóctona en Europa. En 1977 fundó el grupo de teatro Aranwa, desde este grupo presentó obras como Túpac Katari en el Festival Internacional de Teatro Ópera de Lyon. Realizó estudios avanzados en Musicología en 1979, en esta etapa el texto música popular boliviana fue adoptado por el Ministerio de Educación Nacional de Francia, como material de estudio, lo que reflejó su influencia en la enseñanza de la música y la difusión de la cultura boliviana en el extranjero.
Durante 1985 trabajó como profesor de teatro del conservatorio de arte Bourgoin Jailleux. Entre 1988 y 1990 es invitado como profesor de teatro y música por la Casa de la Cultura Luis Aragón de Lyon.

## Regreso a Bolivia
En 1984, regresó a Bolivia, fundando el Pequeño Teatro, una iniciativa clave para la promoción del arte en el país. Este movimiento organizó más de 100 obras y recibió varios premios a nivel nacional e internacional En 1990, organizó el primer Festival de Jazz de Bolivia y en el año 2000 fue reconocido en el Festival Internacional de Teatro de Ecuador por la dirección de la obra Chiquilladas.

##### Obras de teatro
- Un soldado y un general
- Setentamente vuestro
- Variaciones sobre una muerte segura
- Introito Hard
- No seamos alardes
- Tupac Katari
- Bartolina Sisa
- Marat/Sade

Guido Arze ha trabajado en el campo artístico por más de cinco décadas, participando como compositor, intérprete, productor musical y director teatral. En su regreso a Bolivia, contribuyó a la escena cultural, especialmente en los ámbitos de la música y el teatro. También ha trabajado como fotógrafo, presentando su obra en varios países

### Logros musicales
Con una carrera musical de 25 años, Guido ha producido cuatro discos con composiciones propias y se ha presentado en más de 10 países, siendo reconocido tanto en Bolivia como en el extranjero. En 2003, fue nombrado el mejor Luriri de La Paz por el Gobierno Autónomo Municipal de La Paz.
- Organizador de la Cooperativa ‘Mallcus Aerófonos Andinos’ para la fabricación de instrumentos musicales (1990)
- Fue pionero en introducir instrumentos Bolivianos al Jazz en el primer Festival de Jazz de Bolivia en 1990.

## Otras Actividades
Guido Arze no solo destacó en el teatro y la música, sino también como fotógrafo y luriri. Ha realizado diversas exposiciones de su trabajo fotográfico y de sus instrumentos en varios países, recibiendo reconocimientos a nivel internacional.

#### Cine y Televisión
Participó en la primera telenovela boliviana, Radio Pasión, como actor y guionista, aunque el proyecto fue abruptamente cancelado debido a una adquisición de ATB por Televisa. Participó en el grupo ukamau como actor en hasta dos películas del director Jorge Sanjinés, las cuales serían El coraje del pueblo donde hace de un oficial militar en la primera escena, y en "Para recibir el canto de los pájaros", donde tomaría uno de los roles protagonistas junto a Jorge Ortiz, es en esta última que conocería a Geraldine Chaplin, actriz que participó en la película, Doctor Zhivago, película de la cual Guido saco el nombre de su hija Tonia.

## Premios y reconocimientos

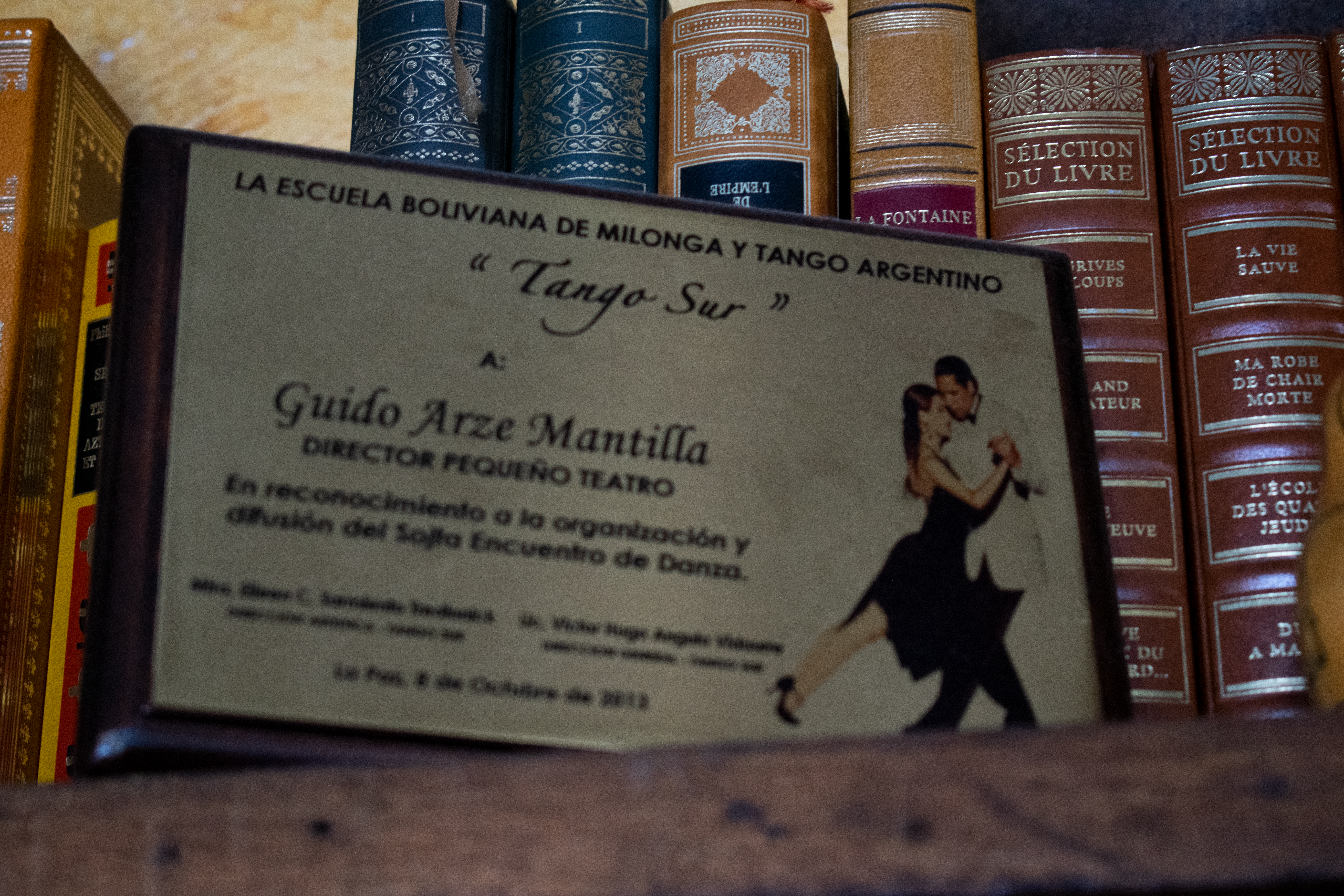
Reconocimiento por colaboración en "Tango sur"

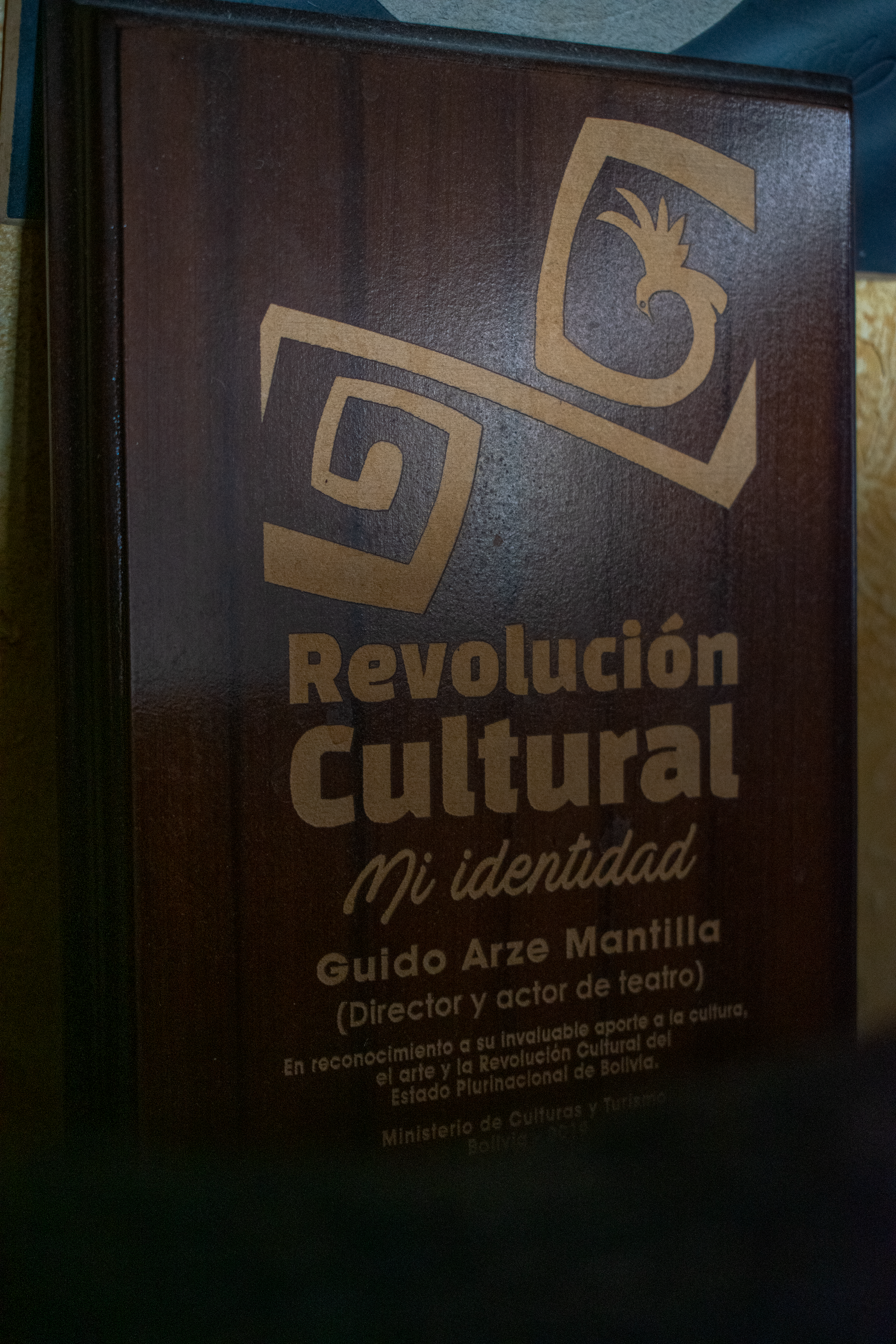
Reconocimiento del Ministerio de Cultura y Turismo

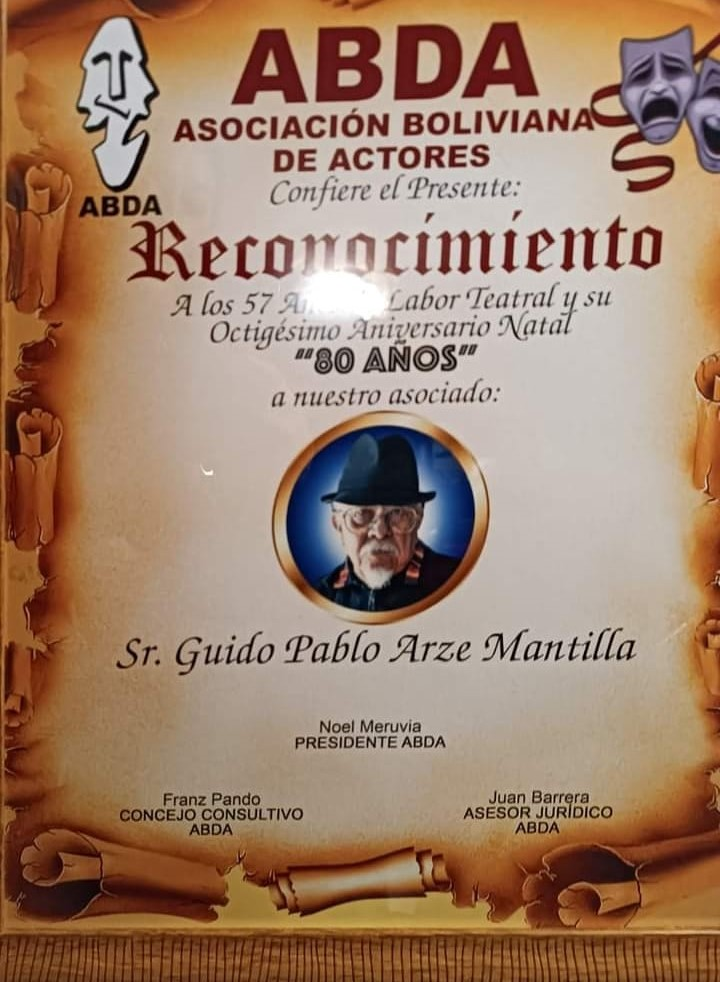
Asociación Boliviana De Actores

A lo largo de su carrera, Guido Arze ha recibido varios reconocimientos por su contribución al teatro boliviano. Entre estos premios destacan.
- En 2004 sería reconocido por la Universidad Mayor de San Andrés UMSA por su colaboración con el "THEATRON"
- En 2013, recibió un reconocimiento de la Escuela Boliviana de Milonga y Tango Argentino "Tango del Sur" por la organización y difusión de "Sofía Encuentro de Danza."
- En 2014, el Ministerio de Cultura y turismo le otorgó el reconocimiento "Revolución Cultural: Mi identidad", por su vasta y significativa contribución al arte y la cultura.
- En 2014, recibió el título de Maestro de las Artes en Teatro, conferido por el Ministerio de Educación,[21] en reconocimiento a su vasta y valiosa contribución al arte y la cultura.
- En 2023, recibió de la "Asociación Boliviana de Actores" (ABDA) un reconoc2imiento por sus 57 años de labor teatral.